# Сердюковка
Сердюко́вка (укр. Сердюківка) — село в Смелянском районе Черкасской области Украины.
Население по переписи 2001 года составляло 809 человек. Почтовый индекс — 20753. Телефонный код — 4733.

## Местный совет
20753, Черкасская обл., Смелянский р-н, с. Сердюковка, ул. Лопатка, 66